# Rețelele infinitului
Rețelele infinitului (în engleză Web of Everywhere, publicat și cu titlul The Webs of Everywhere) este un roman științifico-fantastic scris de John Brunner. A apărut prima dată la editura Bantam în iunie 1974 în seria A Frederik Pohl Selection.
Transmisia la distanță a materiei, temă abordată de John Brunner în romanul The Dreaming Earth (1963) i-a oferit autorului material interesant suficient pentru a inspira două încercări ulterioare de a continua publicarea unor lucrări de mare amploare, Rețelele infinitului (1974) și Infinitivul de la Go (1980).

## Prezentare
Povestea are loc într-o lume postapocaliptică după un dezastru atomic, slab-populată, în care foarte puțini oameni au o soție.
În centrul cărții se află un dispozitiv denumit skelter care permite oricui să ajungă instantaneu în orice alt punct de pe planetă, cu condiția ca la destinație să se afle un alt dispozitiv skelter. Cel care vrea să ajungă la destinație trebuie să formeze un cod și să nu existe un privater, un dispozitiv care poate interzice accesul instrușilor.
În jurul acestor dispozitive skelter se țes foarte ușor diverse aventuri. Printre personajele romanului se află un poet orb capabil de performanțe extraordinare ale nevăzătorilor și Hans Dykstra care este obsedat la limita senilității de cucerirea unei adolescente.

## Analiză critică
Voicu Bugariu afirmă că Rețelele infinitului este una din „cărțile scrise la repezeală de un virtuoz al narațiunii științifico-fantastice”, un „autor capabil să obțină insolitări cu multă dexteritate”.

## Traduceri în limba română
- John Brunner - Rețelele infinitului, Editura Rao, noiembrie 1998. Traducător: Monica Ionescu. ISBN 9789739862660[5][6]

## Legături externe
- en  Istoria publicării lucrării Rețelele infinitului la Internet Speculative Fiction Database
- en  Rețelele infinitului la SF Reviews.net